# Academia Nacional de Ciências do Azerbaijão

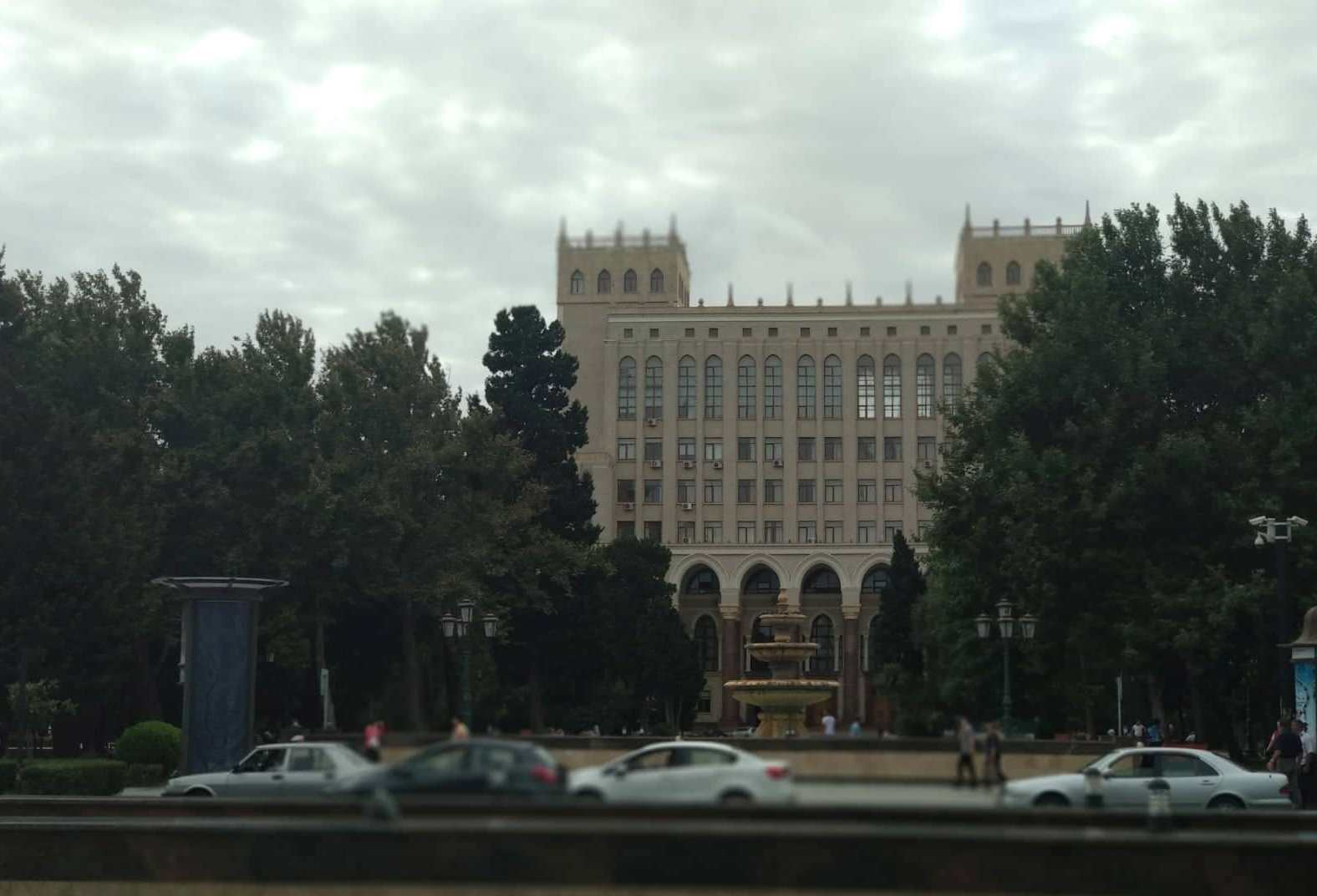
A sede da Academia Nacional de Ciências do Azerbaijão em Bacu

A Academia Nacional de Ciências do Azerbaijão (em azeri:  Azərbaycan Milli Elmlər Akademiyası, AMEA) é a academia nacional de ciências da Azerbaijão. Esta organização inclui institutos científicos vindos de toda no Azerbaijão. A academia coordena  pesquisa científica no Azerbaijão e desenvolve relações com centros científicos de países estrangeiros. Foi estabelecido em 23 de janeiro de 1945 como a Academia de Ciências do RSS do Azerbaijão, quando o Azerbaijão fazia parte da União Soviética como a República Socialista Soviética do Azerbaijão. Ele foi renomeado para o nome atual após s dissolução da União Soviética e a independência do Azerbaijão em 1991. A equipe contava, entre outros membros, com 57 acadêmicos e 104 membros correspondentes. A academia está sediada em Bacu.

## Presidentes

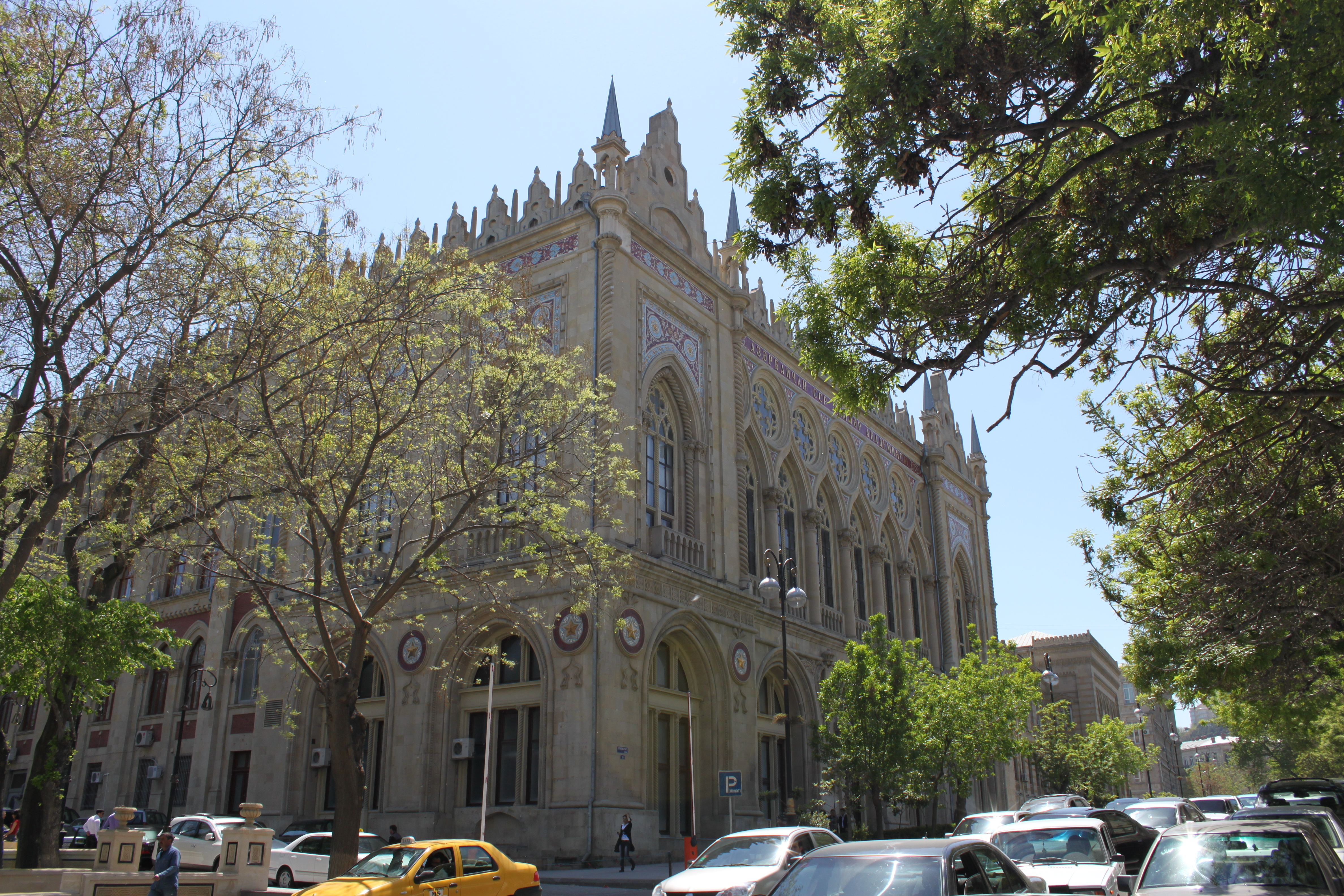
O Presidium da Academia Nacional de Ciências do Azerbaijão em Bacu

A principal figura executiva é o Presidente da Academia Nacional de Ciências do Azerbaijão, que é eleito pelos membros da Academia.
| Presidente              | Período servido     |
| ----------------------- | ------------------- |
| Mir-Asadulla Mirgasimov | 1945–1947           |
| Yusif Mammadaliyev      | 1947–1950 1958–1961 |
| Musa Aliyev             | 1950–1958           |
| Zahid Khalilov          | 1961–1967           |
| Rustam Ismayilov        | 1967–1970           |
| Hasan Abdullayev        | 1970–1983           |
| Eldar Salayev           | 1983–1997           |
| Faramaz Magsudov        | 1997–2000           |
| Mahmud Karimov          | 2000–2013           |
| Akif Alizadeh           | 2013–2019           |
| Ramiz Mehdiyev          | 2019—2022           |
| Isa Habibbayli          | 2022—presente       |

### Vice-presidentes
1. Primeiro vice-presidente Isa Habibbayli
2. Primeiro vice-presidente Ibrahim Guliyev
3. Vice-presidente Tofig Nagiyev
4. Vice-presidente Nargiz Pashayeva
5. Vice-presidente Rasim Alguliyev
6. Vice-presidente Irada Huseynova
7. Secretário-geral, membro correspondente da AMEA Aminaga Sadigov